# Sara Sommerfeldt

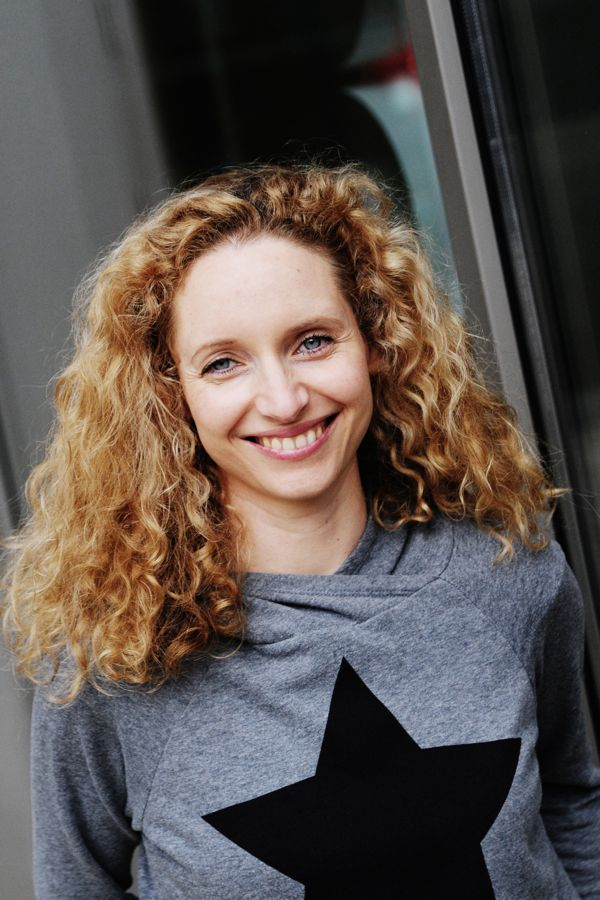
Sara Sommerfeldt, 2013

Sara Sommerfeldt (* 24. August 1976 in München) ist eine deutsche Schauspielerin.

## Leben

### Kindheit und Jugend
Sara Sommerfeldt ist in München aufgewachsen. Mit sechs Jahren begann sie, Geige und Klavier zu spielen, sang im Kirchenchor und war später Mitglied im Jugendorchester der Bayerischen Philharmonie. Zeitgleich begeisterte sie sich für das Theater. Als Schülerin verfasste sie ein Theaterstück, das sie mit ihren Mitschülern zur Aufführung brachte.

### Studium und erste Theaterengagements
Von 1997 bis 2001 studierte Sara Sommerfeldt Schauspiel an der Staatlichen Hochschule für Musik und Darstellende Kunst Stuttgart. Bereits als Schauspielschülerin feierte sie einen großen Erfolg, als sie im hochschuleigenen Wilhelmatheater als Kindsmörderin Estelle in Sartres Geschlossene Gesellschaft auftrat. Kritiker bescheinigten ihr „in Mimik und Gestik spärliches Spiel, das die Aufführung zum Erlebnis mache“. Es sei „imponierend, welche Ausstrahlungskraft die Schauspielerin“ in ihrer Rolle entfalte. Ebenfalls noch während des Studiums gastierte sie als Schwester in Der Name von Jon Fosse an den Städtischen Bühnen in Freiburg.
Nach dem Studienabschluss als Diplom-Schauspielerin folgten Bühnenengagements unter anderem am Staatstheater Stuttgart, dem Nationaltheater Mannheim und am Schauspielhaus Bochum., Sara Sommerfeldts Repertoire reicht von klassischen Shakespeare-Rollen wie Ophelia und Lavinia bis hin zu zeitgenössischen Autoren. So übernahm sie beispielsweise die weibliche Hauptrolle in der Uraufführung des Stückes Nachtschwärmer von Thomas Oberender am Nationaltheater Mannheim. Auch hier wurde ihre „herausragende“ „überzeugende“ Darstellung der quirligen und aufbegehrenden Lauretta von der Kritik positiv hervorgehoben. 2002 „brillierte“ sie „mit allen Facetten ihres schauspielerischen Könnens“ als Supermarktverkäuferin in Die 81 min. des Frl. A von Lothar Trolle am Staatstheater Stuttgart. Mit dem Schauspieler Antonio Lallo und dem Pianisten Sebastian Kirsch entwickelte sie den Liederabend Abenteuer, in dem sie als Adele Sandrock auftrat und der in der Rauchbar des Theaters Oberhausen Premiere feierte.

### Film und Fernsehen

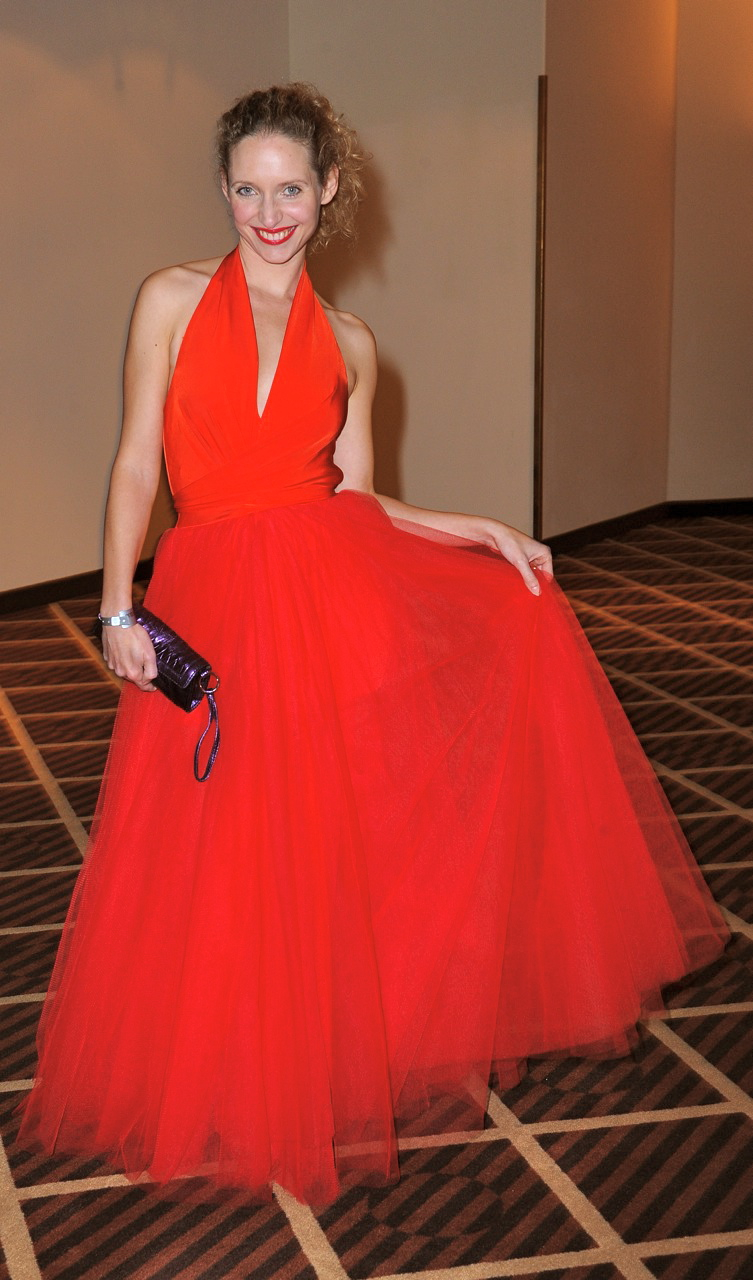
Sara Sommerfeldt, Entertainment Night 2012

2004 wurde Sara Sommerfeldt von Bernd Fischerauer für das Fernsehen entdeckt, der sie im Fernsehzweiteiler Apollonia an der Seite von Schauspielgrößen wie Götz Otto und Hans-Michael Rehberg besetzte. In dem Historien-Drama verkörperte sie die tiefgläubige Müllerstochter Thekla, die kurz vor Ausbruch des Ersten Weltkrieges ungewollt schwanger wird.
Seitdem stand sie regelmäßig für Film- und Fernsehproduktionen vor der Kamera. 2005 spielte Sara Sommerfeldt die Tochter von Juliane Köhler und Henry Hübchen in Markus Imbodens Fernsehzweiteiler Auf ewig und einen Tag, der für den Adolf-Grimme-Preis nominiert wurde. Im selben Jahr verkörperte sie außerdem eine von 7,5 Frauen im gleichnamigen Film des georgischen Regisseurs Bidzina Kanchaveli, der 2008 beim Festival „I´ve seen films“ in Mailand von Jurypräsident Ridley Scott als „Best experimental short film“ ausgezeichnet wurde. Beim „Internationalen Festival Pentedattilo“ gewann 7,5 Frauen den Preis als „Best short film“.
In der BR-Serie Der Kaiser von Schexing (Regie: Franz Xaver Bogner) war Sara Sommerfeldt 2007 als Doris Rabl in mehreren Folgen zu sehen. Auch ihre Zusammenarbeit mit Bernd Fischerauer setzte sie in einigen Fernsehproduktionen fort, u. a. als moderne „Lady Macbeth“ im Hauptensemble des Mehrteilers Zur Sache, Lena! an der Seite von Uschi Glas, Jytte-Merle Böhrnsen und Michael Roll. 2008 und 2010 folgte ihre Rolle als Helene Hanfstaengl in den ARD-Fernsehspielen Hitler vor Gericht und Die Machtergreifung, ebenfalls in der Regie von Bernd Fischerauer.
Sara Sommerfeldt übernahm auch Episodenhauptrollen in Krimiserien wie Die Rosenheim-Cops und SOKO 5113, in denen sie sehr unterschiedliche Charaktere verkörperte. So war sie in Der süße Tod als mürrische Pralinenfabrikantin zu sehen. In Teufel in Weiß wickelte sie als verführerische Krankenschwester Annegret Kommissar Tobias Hartl (alias Michael A. Grimm) mit ihrem Charme um den Finger. In Letzter Halt: Sophienplatz spielte sie eine gnadenlose Jung-Managerin, die ihre ältere Kollegin mobbt. In David Schalkos Kinofilm Wie man leben soll hatte sie einen Kurzauftritt als schräge schwäbische Friseuse, die Karl Kolostrum (gespielt von Axel Ranisch) einen „Fokuhila“-Haarschnitt verpasst.
2012 übernahm Sara Sommerfeldt die durchgehende Rolle der Sekretärin Marianne Zaglmann in der ZDF-Krimiserie Die Garmisch-Cops an der Seite von Thomas Unger, Franziska Schlattner, Tim Wilde und Christoph Stoiber. Diese Rolle brachte ihr große Medienaufmerksamkeit. Von der Presse wurde ihr bescheinigt, dass sie „hinter dem naiven Gesicht“ „einen klugen Verstand und eine große Portion Neugierde“ verstecke.
Im selben Jahr wählte Hans Steinbichler Sara Sommerfeldt für eine der Hauptrollen in seinem Kino-Experiment Q and A aus. 2013 folgte ein Auftritt im ARD-Fernsehfilm Let’s go von Michael Verhoeven, der 2014 auf dem Münchner Filmfest Premiere feierte.

### Karriere als Sängerin
Im März 2019 veröffentlichte Sara Sommerfeldt die erste Single aus ihrem Debüt-Album Herz aus Glas. Die Fee ist ein Retropopsong, den die sie selber geschrieben und komponiert hat. Schlagzeug spielte Max Weissenfeldt (u. a. Poets of Rhythm, Polyversal Souls). Im April folgte die zweite Single Herz aus Glas, eine melancholisch-atmosphärische Ballade mit Trip-Hop-Elementen. Zu beiden Singles veröffentlichte Sara Sommerfeldt Musikvideos, die sie selbst konzipiert und produziert hat und bei denen sie auch Regie führte. Im Mai folgte auf die dritte Single Gegengift das Album Herz aus Glas. Die Songtexte dafür stammen aus der Feder von Sara Sommerfeldt und wurden größtenteils von den Musikern Florian Popp und Bernd Oettinger vertont. Von der Presse wurde das Album positiv aufgenommen. Sara Sommerfeldt erscheine mit „ein wenig Chanson, etwas Pop, ein wenig Trip Hop und jeder Menge geschickt nostalgisch verpacktem Wortwitz am musikalischen Horizont“ und wickele „den Hörer mit ihren Songs leicht und doch nachhaltig um ihren gesanglichen Finger“. Auffällig sei die „kunstvolle und aufwändige Instrumentierung der Songs“, die mit „komplexen Klangwelten die Sinne verzaubern und faszinieren.“ Sara Sommerfeldts „vielschichtiger Gesang“ begeistere dabei „mit einer enormen Bandbreite an Ausdrucksmöglichkeiten von samtig gehaucht bis düster verwegen.“ Es sei dabei ein „spannendes, zeitloses und ambitioniertes“ Album entstanden.

## Mitgliedschaften, sonstige künstlerische Tätigkeit
Sara Sommerfeldt ist Mitglied des Bundesverbandes Schauspiel (BFFS). 2014 gehörte sie zur Jury des Deutschen Schauspielerpreises.
Neben der Schauspielerei ist sie auch als Sprecherin tätig. So wirkte sie in über dreißig Hörspielproduktionen des SWR Stuttgart, des SWR Baden-Baden, Deutschlandfunk Kultur, RBB und in diversen Hörbuch-Produktionen mit.
Außerdem konzipierte und realisierte Sara Sommerfeldt immer wieder eigene Projekte. Auf den Liederabend Abenteuer, den sie 2004 in der Rauchbar des Theaters Oberhausen zur Aufführung brachte, folgte 2006 die szenische Lesung Mozart – ein Leben in Briefen mit ihrer Zwillingsschwester Lisa Sommerfeldt und den Musikern des Duo Con espressivo für das Festival Stummer Schrei in Österreich. 2008 konzipierte sie im Auftrag des Lustspielhaus-Intendanten Till Hofmann gemeinsam mit ihrer Schauspielkollegin Julia Heinze, Saxophonist Wanja Slavin und dem Cellisten Boris Bojadzhiev die musikalische Ringelnatz-Lesung Expedition in die Welt der Kleinigkeiten. Die szenische Lesung kam in München und Friedrichshafen zur Aufführung und löste „einen wahren Ansturm“ beim Publikum aus.
Im Jahr 2021 war sie Haupt-Autorin der Gegen-Stellungnahme betreffs der Strafverteidigung Dieter Wedels.

## Persönliches
Sara Sommerfeldts Zwillingsschwester Lisa Sommerfeldt ist ebenfalls Schauspielerin. Sie stammen beide – wie der Schriftsteller Theodor Fontane – von Louis Henry Fontane und Emilie Fontane (geb. Labry) ab und sind Theodor Fontanes Urururgroßnichten. Theodor Fontanes Schwester Jenny, die den Apotheker Hermann Sommerfeldt heiratete und Vorbild für die Titelfigur seines Romans Frau Jenny Treibel war, ist ihre Urururgroßmutter. Zu Ehren ihres Urururgroßonkels Theodor Fontane trat sie 2019 im Rahmen der Veranstaltungsreihe #fontane200 in verschiedenen Lesungen im Museum Neuruppin und für die Theodor Fontane Gesellschaft auf.

## Filmografie (Auswahl)
- 2000: Reise des Herzens
- 2001: Komm her – geh weg
- 2004: Fünf Zimmer (KHM), Regie: Mechthild Barth
- 2004: Apollonia (BR/ORF), Regie: Bernd Fischerauer
- 2004: Unter Verdacht – Willkommen im Club, Regie: Edward Berger
- 2005: 7½ Frauen (FABW), Regie: Bidzina Kanchaveli
- 2006: Auf ewig und einen Tag (ZDF), Regie: Markus Imboden
- 2006: Der Komödienstadel: Dottore d’Amore (BR), Regie: Erich Neureuther
- 2006: Kommissarin Lucas – German Angst (ZDF), Regie: Thomas Berger
- 2007: LiebesLeben, Regie: Tobi Baumann (Fernsehserie, 1 Folge)
- 2007: Zur Sache, Lena! (ZDF), Regie: Bernd Fischerauer
- 2008: Der Kaiser von Schexing (BR), Regie: Franz Xaver Bogner
- 2008: Die Rosenheim-Cops – Der süße Tod
- 2008: Adam und Eva im Paradies (BR), Regie: Steffi Kammermeier
- 2008: SOKO 5113 – Letzter Halt Sophienplatz (ZDF), Regie: Sebastian Sorger
- 2009: Hitler vor Gericht, Regie: Bernd Fischerauer
- 2010: Die Machtergreifung, Regie: Bernd Fischerauer
- 2010: Der Bergdoktor, Regie: Esther Wenger
- 2010: Wie man leben soll, Regie: David Schalko
- 2011: Die Rosenheim-Cops – Teufel in Weiß
- 2011: Forsthaus Falkenau, Regie: Helmut Metzger
- 2012–2014: Die Garmisch-Cops, Regie: Holger Gimpel / Walter Bannert
- 2012: Q and A, Regie: Hans Steinbichler
- 2012: Actors, Regie: Yannic Hieber
- 2013: Sturm der Liebe
- 2013: Die Rosenheim-Cops – Auf Kommando tot
- 2014: Let’s go!, Regie: Michael Verhoeven
- 2014: Krippenwahn, Regie: Satu Siegemund
- 2016: Notruf Hafenkante – Die Sennerin von Waseberg, Regie: Dietmar Klein
- 2017: Die Rosenheim-Cops, Regie: Herwig Fischer
- 2017: Süß und saftig, Regie: Konstantin Egerndorfer
- 2018: Abdrift, Regie: Gian Suhner
- 2018: Frühling –  Familie auf Probe, Regie: Michael Karen
- 2020: Über Land – Kleine Fälle, Regie: Franz Xaver Bogner

## Theaterengagements (Auswahl)
- 2000: Der Reigen (Wilhelmatheater Stuttgart)
- 2000: Titus Andronicus (Wilhelmtheater Stuttgart)
- 2000: Geschlossene Gesellschaft (Wilhelmatheater Stuttgart)
- 2000–2001: Der Name (Städtische Bühnen Freiburg)
- 2000–2002: Die 81 Min. des Frl. A. (Staatstheater Stuttgart)
- 2001: Leonce und Lena (Gengenbacher Kultursomme)
- 2002: Nachtschwärmer (Nationaltheater Mannheim / schnawwl)
- 2002–2005: Das doppelte Lottchen (Staatstheater Stuttgart)
- 2003: Elektra (Festival der Regionen)
- 2003: Das Blut (Teamtheater München)
- 2004: Abenteuer (Theater Oberhausen / Rauchbar)
- 2004–2005: Der Nussknacker (Schauspielhaus Bochum)
- 2006: Mozart - ein Leben in Briefen (Musikalische Lesung)
- 2006: Die deutschen Kleinstädter (Festspiele Heppenheim)
- 2006: Hamlet (Stadttheater Bruneck)
- 2007–2008: Acht Frauen (Komödie im Bayerischen Hof München)
- 2008: Expedition in die Welt der Kleinigkeiten (Szenische Lesung)
- 2011: Kasimir und Karoline (Theater in Kempten, Stadttheater Bruneck)
- 2019: Effi Briest / Balladen-Lesung (Fontane Gesellschaft / Altes Gymnasium Neuruppin)
- 2019: Meine Kinderjahre - Lesung (#fontane200 / Museum Neuruppin)
- 2019: Effi Briest - Lesung (#fontane200 / Museum Neuruppin)
- 2020–2021: Tranquilla Trampeltreu (Konzerthaus Berlin)